# 陳用賓
陳用賓（1543年—1617年），字道亨，號毓臺，福建泉州府晉江縣人，軍籍，明朝政治人物，官至雲南巡撫，在任達十六年之久。

## 生平
隆慶元年（1567年）丁卯科福建鄉試第七十名舉人，五年（1571年）辛未科會試第三百二十六名，三甲八十九名進士。礼部觀政，授長洲縣知縣，萬曆三年（1575年）七月選授試監察御史，四年三月實授廣西道御史，七月出督山西河東鹽課，养病，七年复除河南道御史，八年巡按南直隸廬鳳淮揚等處，因忤逆張居正，十年二月出為四川布政使司右參議，十二年五月升浙江嘉湖道兵备副使，十五年七月升浙江布政使司温处道右參政，十八年升浙江按察使，二十年升湖廣右布政使。
萬曆二十一年（1593年）正月，以都察院右僉都御史、巡撫雲南，二十六年五月加升右副都御史。任內抵禦緬甸入侵。二十九年七月剿平云南逆酋猛奉等，加升右都御史兼兵部右侍郎，照旧巡抚，十二月蕩平云南十三寨，升俸一级，蔭子陈斗昭为锦衣卫百户世袭注衣中所。
萬曆三十六年（1608年）二月，雲南鳳夷阿克（即鳳騰霄）叛变，攻陷城郭，残杀官民，武定府知府携带府印逃入省城；阿克長驅而來，索要武定府印。陈用宾率部被围，权宜之计让出府印。之后率部进攻逮捕阿克，并献俘京师。八月以滇南失事，政敌挾私報復，以“失城弃印”论，陈用宾与总兵沐睿被押送京师问罪，三十七年二月下狱，九年后死于狱中，追谥襄毅。
其墓志《都御史兼兵部右侍郎加一品俸毓台陈先生暨配夫人赵氏墓志铭》，收于黃克纘《数马集》四十七卷。

## 著作
著作有《悟真注疏》，還有《还真大旨》、《大道指南》、《道德经契心录》、《还初笔记》、《伊川三大难事说》、《达意草》等。

## 家族
曾祖陳惠；祖父陳遜；父陳春，前母林氏；母許氏。慈侍下。子陳斗昭、陳斗曜。